# San Jose Rhinos
Die San Jose Rhinos waren ein US-amerikanisches Inlinehockeyfranchise aus San José im Bundesstaat Kalifornien. Es existierte von 1994 bis 1999 und nahm an fünf Spielzeiten der professionellen Inlinehockeyliga Roller Hockey International teil. Die Heimspiele des Teams wurden in der San Jose Arena ausgetragen. Die San Jose Rhinos gewannen im Jahr 1995 den Murphy Cup.

## Geschichte
Die San Jose Rhinos wurden 1994 im Zuge der Expansion der Roller Hockey International gegründet. In ihrer Premierensaison erreichte das Team das Conference-Viertelfinale und unterlag dort im kalifornischen Duell den Anaheim Bullfrogs.
In der Saison 1995 gewannen die Rhinos in den Playoffs gegen die Phoenix Cobras, Vancouver Voodoo und Anaheim Bullfrogs; im Murphy-Cup-Finale setzten sie sich schließlich knapp gegen die Montreal Roadrunners durch und gewannen somit den Murphy Cup. Trainer des Teams war der renommierte Coach Roy Sommer. Nachdem im Spieljahr 1996 die Qualifikation für die Playoffs knapp verpasst worden war, verlor das Team im Folgejahr unter Cheftrainer Guy Gadowsky das Playoff-Halbfinale gegen die Anaheim Bullfrogs.
Nach der abgesagten RHI-Saison 1998 kehrte das Team in die Liga zurück und unterlag erneut im Playoff-Halbfinale den Anaheim Bullfrogs.
Die Rhinos verzeichneten bereits in ihrer ersten Saison einen überdurchschnittlichen Zuschauerzuspruch. Im Durchschnitt besuchten im ersten Spieljahr 4779 Personen die Spiele, dieser Wert pendelte in den Folgejahren zwischen 3618 und 4622 Besucher.
Die Teamfarben waren Grau, Lila und Safarigold.

## Erfolge
- Murphy Cup: 1995

## Saisonstatistik
Abkürzungen: Sp = Spiele, S = Siege, N = Niederlagen, U = Unentschieden, OTN = Niederlagen nach Overtime oder Shootout, Pkt = Punkte, T = Erzielte Tore, GT = Gegentore
| Saison | Sp                       | S                        | N                        | U                        | OTN                      | Pkt                      | T                        | GT                       | Platz                    | Playoffs |
| 1994   | 22                       | 13                       | 7                        | 2                        | –                        | 28                       | 167                      | 159                      | 2., Pacific              | Niederlage im Conference-Viertelfinale, 0:2 (Anaheim) |
| 1995   | 24                       | 13                       | 11                       | 0                        | –                        | 26                       | 174                      | 174                      | 3., Northwest            | Sieg im Conference-Viertelfinale, 2:0 (Phoenix) Sieg im Conference-Halbfinale, 2:0 (Vancouver) Sieg im Conference-Finale, 2:1 (Anaheim) Sieg im Murphy-Cup-Finale, 2:1 (Montreal) |
| 1996   | 28                       | 15                       | 12                       | –                        | 1                        | 31                       | 189                      | 180                      | 3., Northwest            | nicht qualifiziert |
| 1997   | 24                       | 15                       | 7                        | –                        | 2                        | 32                       | 175                      | 148                      | 1., Western              | Sieg im Conference-Halbfinale, 2:1 (St. Louis) Niederlage im Conference-Finale, 1:2 (Anaheim)                                                                                     |
| 1998   | Saison nicht ausgetragen | Saison nicht ausgetragen | Saison nicht ausgetragen | Saison nicht ausgetragen | Saison nicht ausgetragen | Saison nicht ausgetragen | Saison nicht ausgetragen | Saison nicht ausgetragen | Saison nicht ausgetragen | Saison nicht ausgetragen |
| 1999   | 26                       | 12                       | 11                       | –                        | 3                        | 27                       | 144                      | 137                      | 3., Western              | Sieg im Conference-Halbfinale, 6:5 (Las Vegas) Niederlage im Conference-Finale, 4:6 (Anaheim)                                                                                     |

## Bekannte Spieler
- Ralph Barahona
- Igors Bondarevs
- Václav Burda
- Mike Burman
- Doug Evans
- Radek Hamr
- Tomáš Kapusta
- Sasha Lakovic
- Cory Laylin
- Mike Matteucci
- Corrado Micalef
- Dimitri Rodin
- Mark Woolf
- Clayton Young